# Tobai Timur
Tobai Timur is een bestuurslaag in het regentschap Sampang van de provincie Oost-Java, Indonesië. Tobai Timur telt 6741 inwoners (volkstelling 2010).